# David Miller (regatista)
David Stanley Miller (Vancouver, 18 de septiembre de 1943) es un deportista canadiense que compitió en vela en la clase Soling. Participó en tres Juegos Olímpicos de Verano entre los años 1964 y 1972, obteniendo una medalla de bronce en Múnich 1972 en la clase de Soling.

## Palmarés internacional
| Juegos Olímpicos | Juegos Olímpicos | Juegos Olímpicos  | Juegos Olímpicos |
| Año              | Lugar            | Medalla           | Clase            |
| ---------------- | ---------------- | ----------------- | ---------------- |
| 1972             | Múnich (RFA)     | Medalla de bronce | Soling           |